# Roberto Pace
Roberto Pace, noto anche con lo pseudonimo di Roberto Cenci (Roma, 1952), è un attore italiano.

## Biografia

### Attore
Ha debuttato nel mondo dello spettacolo come attore in alcuni film della commedia sexy quali Innocenza e turbamento al fianco di Edwige Fenech, L'amica di mia madre con Barbara Bouchet, Il vizio di famiglia, Ecco lingua d'argento con Carmen Villani (utilizzando come nome d'arte Roberto Cenci).

### Sceneggiatore
Dopo la breve carriera da attore, si trasferisce a Londra dove studia cinema e inizia a collaborare con il primo network indipendente d'Europa, Channel 4. Tornato in Italia è uno dei più accreditati serialisti e Rai e Mediaset se lo contendono. Dopo aver lavorato nel reparto fiction della Rai, approda a Canale 5 dove è vicedirettore dal 1998 al 2002.

## Filmografia

### Cinema
- Innocenza e turbamento regia di Massimo Dallamano (1974)
- L'amica di mia madre, regia di Mauro Ivaldi (1975)
- Il vizio di famiglia, regia di Mariano Laurenti (1975)
- Ecco lingua d'argento , regia di Mauro Ivaldi (1976)

### Televisione
- Un amore di Dostoevskij  (1978)
- Quattro delitti episodio Per due testoni (1979)
- Anemia regia di Alberto Abruzzese e Achille Pisanti - film TV (1986)

## Doppiatori italiani
Sandro Acerbo: Innocenza e turbamento, Il vizio di famiglia, L'amica di mia madre, Ecco lingua d'argento.